# Moravski Bujmir
Moravski Bujmir (izvirno srbsko Моравски Бујмир) je naselje v Srbiji, ki upravno spada pod Občino Aleksinac; slednja pa je del Niškega upravnega okraja.

## Demografija
V naselju živi 179 polnoletnih prebivalcev, pri čemer je njihova povprečna starost 45,9 let (43,7 pri moških in 48,2 pri ženskah). Naselje ima 67 gospodinjstev, pri čemer je povprečno število članov na gospodinjstvo 3,09.
To naselje je, glede na rezultate popisa iz leta 2002, večinoma srbsko, a v času zadnjih treh popisov je opazno zmanjšanje števila prebivalcev.
|  |

| Demografija | Demografija     | Demografija     |
| Leto        | Št. prebivalcev | Št. prebivalcev |
| ----------- | --------------- | --------------- |
|             |                 |                 |
|             |                 |                 |
|             |                 |                 |
|             |                 |                 |
| 1948        | 322             |                 |
| 1953        | 344             |                 |
| 1961        | 347             |                 |
| 1971        | 321             |                 |
| 1981        | 279             |                 |
| 1991        | 251             | 251             |
| 2002        | 207             | 207             |
|             |                 |                 |

| Etnična sestava po popisu iz leta 2002 | Etnična sestava po popisu iz leta 2002 | Etnična sestava po popisu iz leta 2002 | Etnična sestava po popisu iz leta 2002 | Etnična sestava po popisu iz leta 2002 |
| -------------------------------------- | -------------------------------------- | -------------------------------------- | -------------------------------------- | -------------------------------------- |
| Srbi                                   | Srbi                                   |                                        | 174                                    | 84,05%                                 |
| Romi                                   | Romi                                   |                                        | 24                                     | 11,59%                                 |
| Makedonci                              | Makedonci                              |                                        | 2                                      | 0,96%                                  |
| Bolgari                                | Bolgari                                |                                        | 1                                      | 0,48%                                  |
| Neznano                                | Neznano                                |                                        | 6                                      | 2,89%                                  |